# جورج راماج
جورج راماج (بالإنجليزية: George Ramage)‏ هو مدرب كرة قدم ولاعب كرة قدم بريطاني في مركز حراسة المرمى، ولد في 29 يناير 1937 في Newtongrange ‏ في المملكة المتحدة. لعب مع كولتشستر يونايتد ونادي لانارك الثالث ونادي لوتون تاون ونادي ليتون أورينت.